# سالزبری (نیوهمپشایر)
سالزبری، نیوهمپشایر (به انگلیسی: Salisbury, New Hampshire) یک شهرک در ایالات متحده آمریکا است که در شهرستان مریمک، نیوهمپشایر واقع شده‌است.

## خصوصیات
سالزبری ۱۰۴٫۱ کیلومترمربع مساحت و ۱٬۳۸۲ نفر جمعیت دارد و ۲۵۰ متر بالاتر از سطح دریا واقع شده‌است.